# Timur Marselewitsch Safin

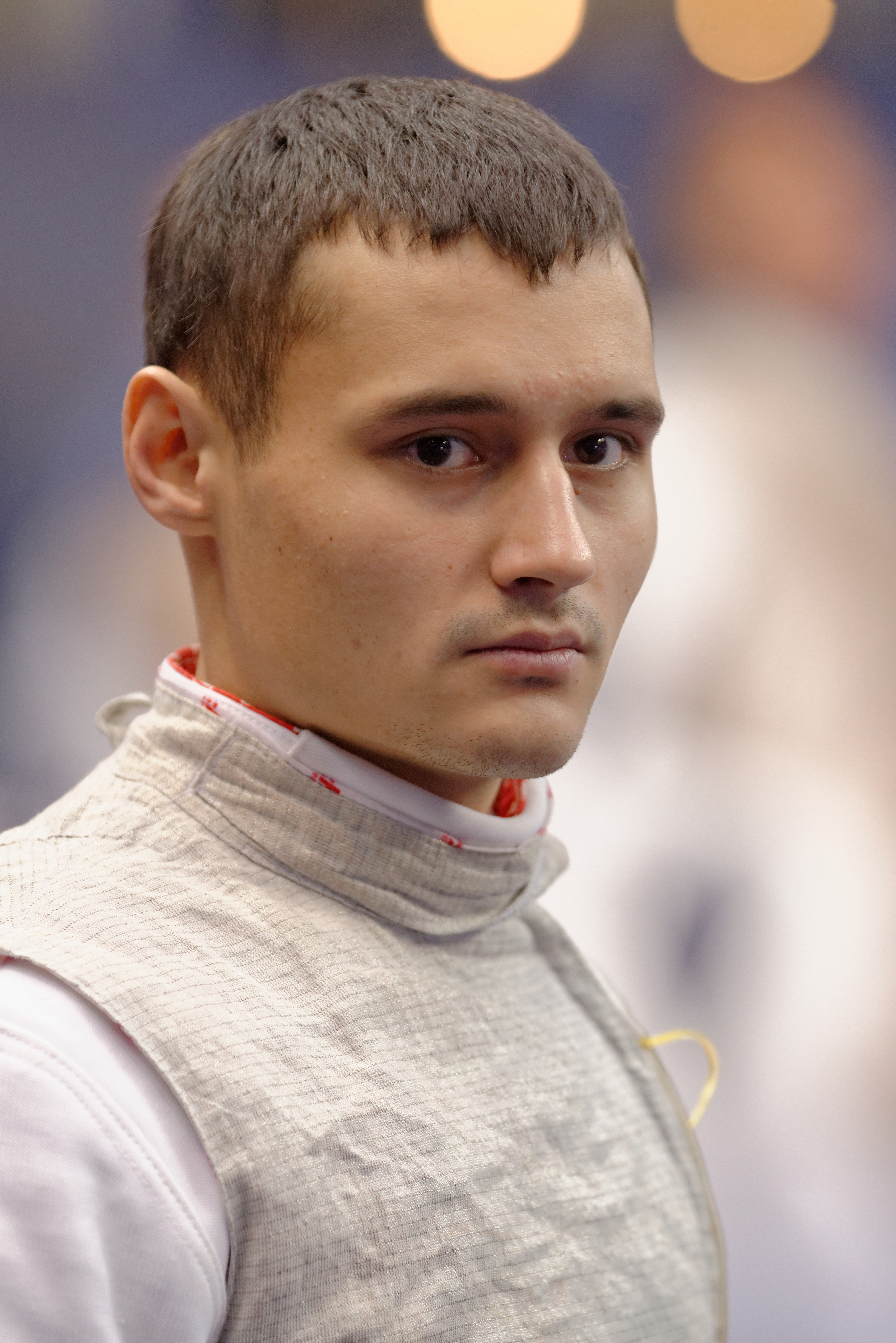
Timur Safin (2015)

Timur Marselewitsch Safin (russisch Тимур Марселевич Сафин, tatarisch Тимур Марсель улы Сафин, Timur Marcel ulı Safin; * 4. August 1992 in Taschkent, Usbekistan) ist ein russischer Florettfechter tatarischer Nationalität.

## Karriere
Safin wurde in Usbekistan in einer tatarischen Familie geboren, die später nach Ufa in Baschkortostan (Russland) umzog. Er begann 1998 mit dem Fechten und wurde 2008 in die Jugendnationalmannschaft und 2012 in die Nationalmannschaft Russlands aufgenommen. Safin gewann 2011 die Bronzemedaille bei den U23-Europameisterschaften, 2012 siegte er bei den Junioren-Weltmeisterschaften. 2013 gewann er den Titel bei den U23-Europameisterschaften. Bei den Fechteuropameisterschaften 2014 erfocht er mit der russischen Equipe die Bronzemedaille im Mannschaftswettbewerb. Bei den Fechtweltmeisterschaften 2014 in Kasan erreichte die russische Mannschaft den vierten Platz, im Einzelwettbewerb erkämpfte Safin die Bronzemedaille. 2015 gehörte Safin nicht zur russischen Mannschaft bei den Europameisterschaften, bei den Europaspielen in Baku gewann er mit der russischen Equipe die Bronzemedaille.
Im Juni 2016 siegte Safin bei den Europameisterschaften in Toruń sowohl im Einzelwettbewerb als auch mit der russischen Equipe. Im August 2016 unterlag er im Halbfinale des Einzelwettbewerbs bei den Olympischen Spielen in Rio de Janeiro gegen den späteren Olympiasieger Daniele Garozzo aus Italien, den Kampf um Bronze gewann Safin gegen den Briten Richard Kruse. Im Mannschaftswettbewerb siegte die russische Mannschaft gegen die Franzosen.
2017 gewann Safin bei den Europameisterschaften in Tiflis die Silbermedaille sowohl im Einzelwettbewerb als auch mit der Mannschaft, im Einzelfinale unterlag er gegen Daniele Garozzo, die Mannschaft verlor gegen die Franzosen. Bei den Weltmeisterschaften in Leipzig schied er im Einzelwettbewerb im Achtelfinale aus. Die russische Equipe verlor das Gefecht um die Bronzemedaille gegen die Franzosen. Bei den 2021 ausgetragenen Olympischen Spielen 2020 in Tokio gewann er mit der Mannschaft die Silbermedaille.
Safin lebt in Ufa. Er absolvierte 2014 die Hochschule für Körperkultur Baschkortostans.